# Argyra femoralis
Argyra femoralis är en tvåvingeart som beskrevs av Van Duzee 1925. Argyra femoralis ingår i släktet Argyra och familjen styltflugor.
Artens utbredningsområde är Kalifornien. Inga underarter finns listade i Catalogue of Life.